# Ричард Бартелмес
Ричард Семлер Дик Бартелмес (енгл. Richard Semler „Dick“ Barthelmess; Њујорк, 9. мај 1895 — Њујорк, 17. август 1963) је био амерички глумац и звезда немих филмова.
Прву улогу имао је 1916, у филму „Глоријина романса“, и веома брзо је постао најплаћенији глумац у Њујорку. Играо је поред великих звезда попут Бети Дејвис и Рите Хејворт (у познатом „Само анђели имају крила“). Бартелмес је један од оснивача Америчке академије филмских уметности и наука (која додељује Оскаре). Године 1928, на првим доделама Оскара, номинован је у категорији за најбољег главног глумца, за улоге у филмовима „Омча“ и „Дечко у кожној јакни“. У Другом светском рату добио је чин поручника и никада се није вратио глуми. Преминуо је 1963, од рака.